# Rick Owens

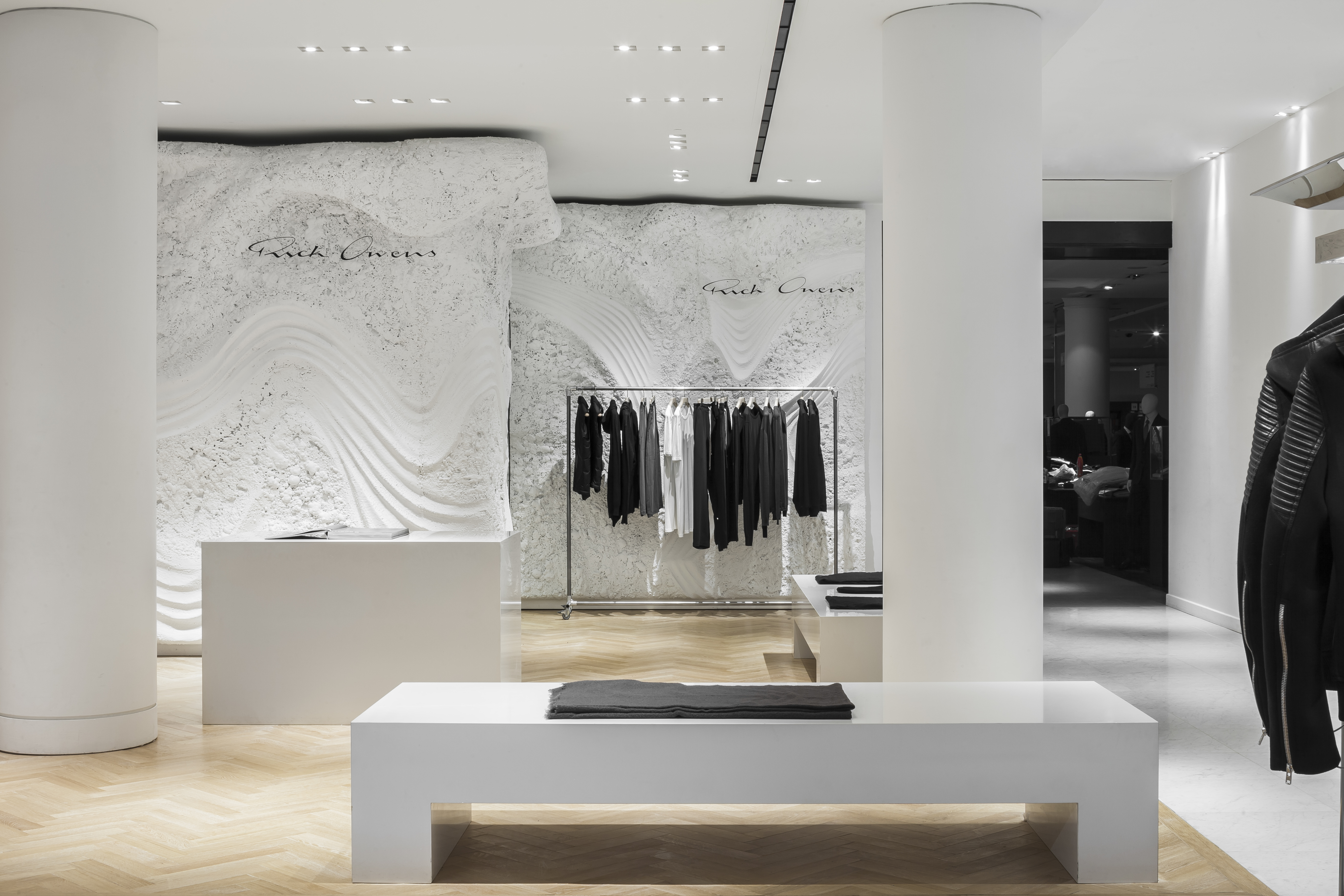
Sklep Rick Owensa

Richard Saturnino Owens (ur. 18 listopada 1961 w Porterville) – amerykański projektant mody z Porterville w Kalifornii.

## Życiorys

### Wczesne lata
Richard Saturnino Owens urodził i wychował się w Porterville w Kalifornii. Jego rodzicami są John (zm. 2015) oraz Concepción „Connie” Owens. Jego matka jest Meksykanką. Owens wychował się w konserwatywnym, katolickim domu. Po ukończeniu szkoły średniej przeprowadził się do Los Angeles w Kalifornii, aby studiować sztukę w Otis College of Art and Design. Studiował jednak tylko przez dwa lata, następnie uczęszczał na kursy tworzenia wzorów i drapowania w Los Angeles Trade-Technical College. Po ukończeniu kursów rozpoczął pracę w przemyśle odzieżowym. Owens poznał następnie swoją przyszłą żonę Michèle Lamy, właścicielkę marki odzieży sportowej „Lamy”.

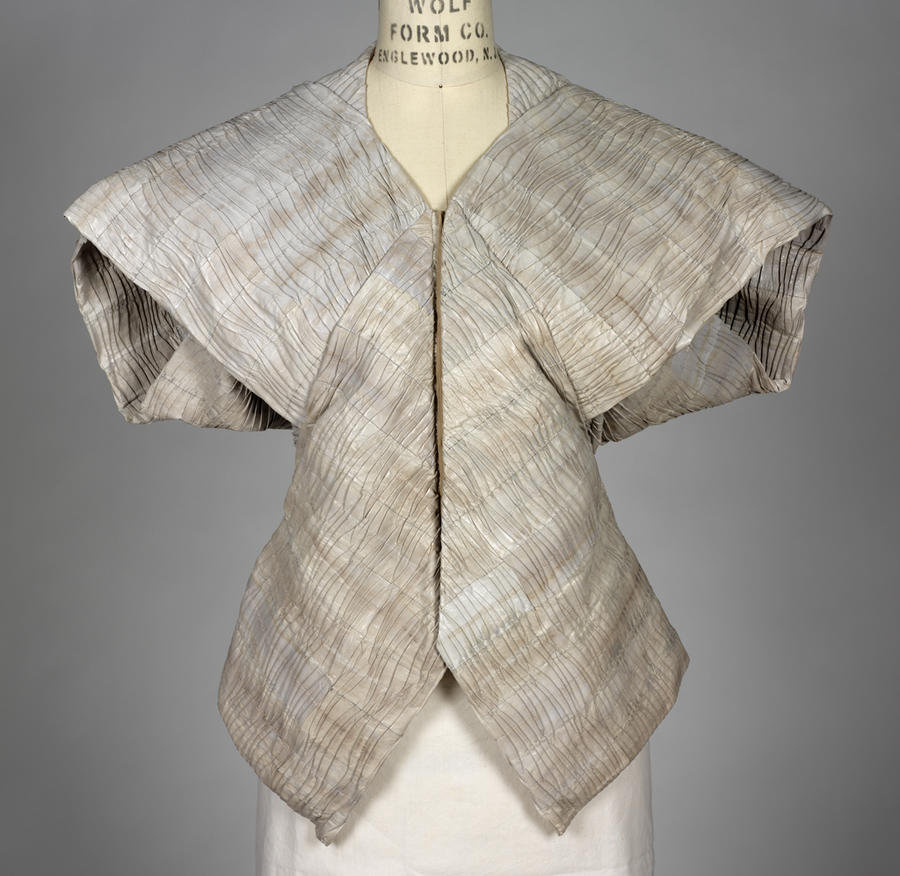
Projekt damskiej kurtki Owensa z 2008 r.

### Kariera
Owens uruchomił swoją markę odzieżową w 1994 roku, prowadząc działalność w sklepie na Hollywood Boulevard. Jednym z pierwszych butików, który sprzedawał jego ubrania, był Charles Gallay. Zyskał pierwszy rozgłos po tym, jak Kate Moss wystąpiła w sesji fotograficznej dla Vogue Paris w jednej z jego charakterystycznych skórzanych kurtek. Doprowadziło to do tego, że Vogue America sponsorowało jego pierwszy pokaz mody, który Owens nazwał „Sparrows FW02”.
W 2003 roku przeprowadził się do Paryża ze swoją partnerką Michèle Lamy. Urządził swój dom i pracownię w zabytkowym pięciopiętrowym budynku, który wcześniej był biurem byłego prezydenta Francji François Mitterranda. Od tego czasu jego kolekcje były prezentowane na pokazach mody w Paryżu. W 2004 roku Owens i Michèle Lamy założyli własną firmę Owenscorp. Opisali swoją działalność jako „poproszenie Cygana o zorganizowanie wojny z faszystą”.
W 2013 roku Owens wystawił swoją kolekcję nazwaną „Prehistoric” w Carpenters Workshop Gallery w Londynie.
Owens jest laureatem nagrody Perry Ellis Award dla wschodzących talentów z 2002 r. oraz nagrody Lifetime Achievement Award przyznanej przez Council of Fashion Designers of America (CFDA) w 2017 r., Owens otrzymał również nagrodę Cooper-Hewitt Design Award, a także nagrodę Fashion Group International Rule Breaker Award w 2007 r. Jego pierwsza wystawa muzealna, dokumentująca ponad 20 lat jego pracy, zatytułowana „Subhuman Inhuman Superhuman”, została otwarta w Triennale di Milano 15 grudnia 2017 r. W czerwcu 2019 r. Owens zdobył nagrodę Menswear Designer of the Year Award podczas Fashion Awards 2019.
Owens jest autorem czterech książek — L'ai-je bien descendu? (2007), Rick Owens (2011), Rick Owens Furniture (2017) i More Rick Owens (2023).
Projektant wprowadził na rynek pięć marek: RICK OWENS, DRKSHDW, RICKOWENSLILIES, SLAB i HUNRICKOWENS (wcześniej „Palais Royal”).
W 2018 i 2019 r. współpracował odpowiednio z frimą Birkenstock i francuską marką butów sportowych Veja. Ta ostatnia współpraca trwała aż do listopada 2021 r. Owens w 2020 r., projektował dla Moncler i Champion. W 2021 r. Owens podjął się współpracy z markami obuwniczymi Dr. Martens i Converse.

### Ważniejsze kolekcje

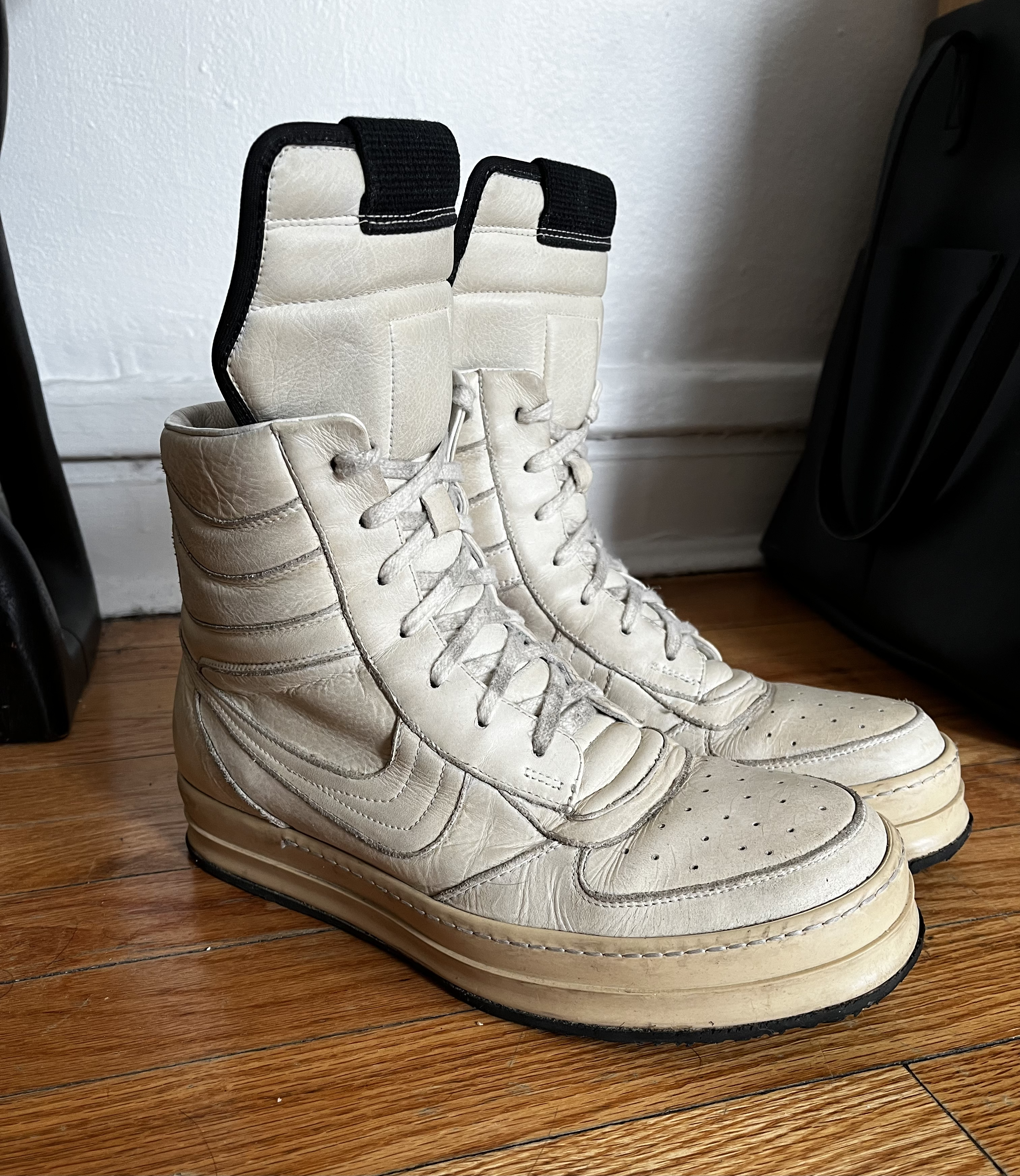
Buty Rick Owens Dunk

#### MONSTERS SS98
Jego kolekcja na wiosne/lato 1998 była jego pierwszą oficjalnie wydaną kolekcją mody. W tym projekcie wykorzystał charakterystyczne dla niego drapowane tkaniny. Owens używał do swoich ubrań materiałów takich jak jedwab, skóry i futra. W sesji zdjęciowej promującej ów kolekcje wystąpiła amerykańska drag queen The Goddess Bunny, która również pracowała dla Owensa jako modelka w jego studiu. Kolekcja wywołała kontrowersja ponieważ promowały ją modelki transseksualne i prostytuki.

#### SPARROWS FW02
Kolekcja na sezon jesień/zima 2002 zatytułowana „Sparrows FW02” ukazała się na debiutanckim pokazie mody Owensa na New York Fashion Week. Pokaz ten był sponsorowany przez magazyn Vogue. Pierwotnie Owens miał pokazać swoją poprzednią kolekcję „Vapor SS02”.
Była to minimalistyczna prezentacja, kontrastująca z jego późniejszymi pokazami, które zawierały bardziej ekstrawaganckie elementy scenografii i występy modelów.

#### DUSTULATOR FW06
Owens zaprezentował swoją kolekcję na sezon jesień/zima 2006 na Pitti Uomo we Florencji w trzech segmentach. Pierwszy, nazwany; DUSTULATOR, był to pokaz ubrań dla mężczyzn. Ubrania zostały zainspirowane estetyką wojskową i postapokaliptyczną. Druga część jego prezentacji, DUSTDAM, była przedstawiona w formie instalacji artystycznej, w której eksponowano trzydzieści ubrań z jego nowej kolekcji obok zaprojektowanych również przez niego mebli. Ubrania znajdowały się na drewnianej ekspozycji o długości trzydziestu metrów. W ostatnim, segmencie, DUSTPUMP, zaprezentowano woskową rzeźbą wielkości człowieka, przedstawiającą Owensa oddającego mocz na lustra i piasek. Rzeźba znajduje się w jego sklepie w Paryżu.

#### VICIOUS SS14
Kolekcja odzieży damskiej Owensa na wiosnę/lato 2014 promowana była zamiast typowej prezentacji ubrań na wybiegu, występem tanecznym zespołu czterdziestu tancerzy stepowych. Tancerze trenowali do występu na wybiegu przez sześć miesięcy. Owens zamierzał również, aby ta kolekcja była bardziej inkluzywna pod względem reprezentacji ciała. Na tym pokazie mody Owens zaprezentował zaprojektowane przez niego obuwie powstałe we współpracy z Adidasem. Ów współpraca okazała się sukcesem komercyjnym i wprowadziła Ricka Owensa jeszcze bardziej do głównego nurtu, przyczyniając się do jego sukcesu i rozgłosu w świecie mody.

#### BABEL SS19
Kolekcja Wiosna/Lato 2019 nawiązywała do rosyjskiego ruchu architektonicznego i biblijnej Wieży Babel. Kolekcja została zaprezentowana w Palais-Royale w Paryżu. Owens tym razem wykorzystał niekonwencjonalne materiały do produkcji ubrań, takie jak maszty namiotowe. Kolekcja powstała we współpracy z frimą ECCO Leather, wykorzystując ich półprzezroczystą skórę do obuwia i odzieży.

#### PORTERVILLE FW24
Kolekcja Owensa na jesień/zimę 2024 r. oddawała hołd dla jego rodzinnego miasta Porterville w Kalifornii. Została zaprezentowana w jego domu w Paryżu. Podczas prezentacji modelki ubrane w projekcje Owensa, przechadzały się po korytarzach domu, podczas gdy publiczność podziwiająca spektakl gromadziła się wzdłuż ścian. Owens eksperymentował z wieloma elementami garderoby, w tym prezentując szale,naramienniki i buty.

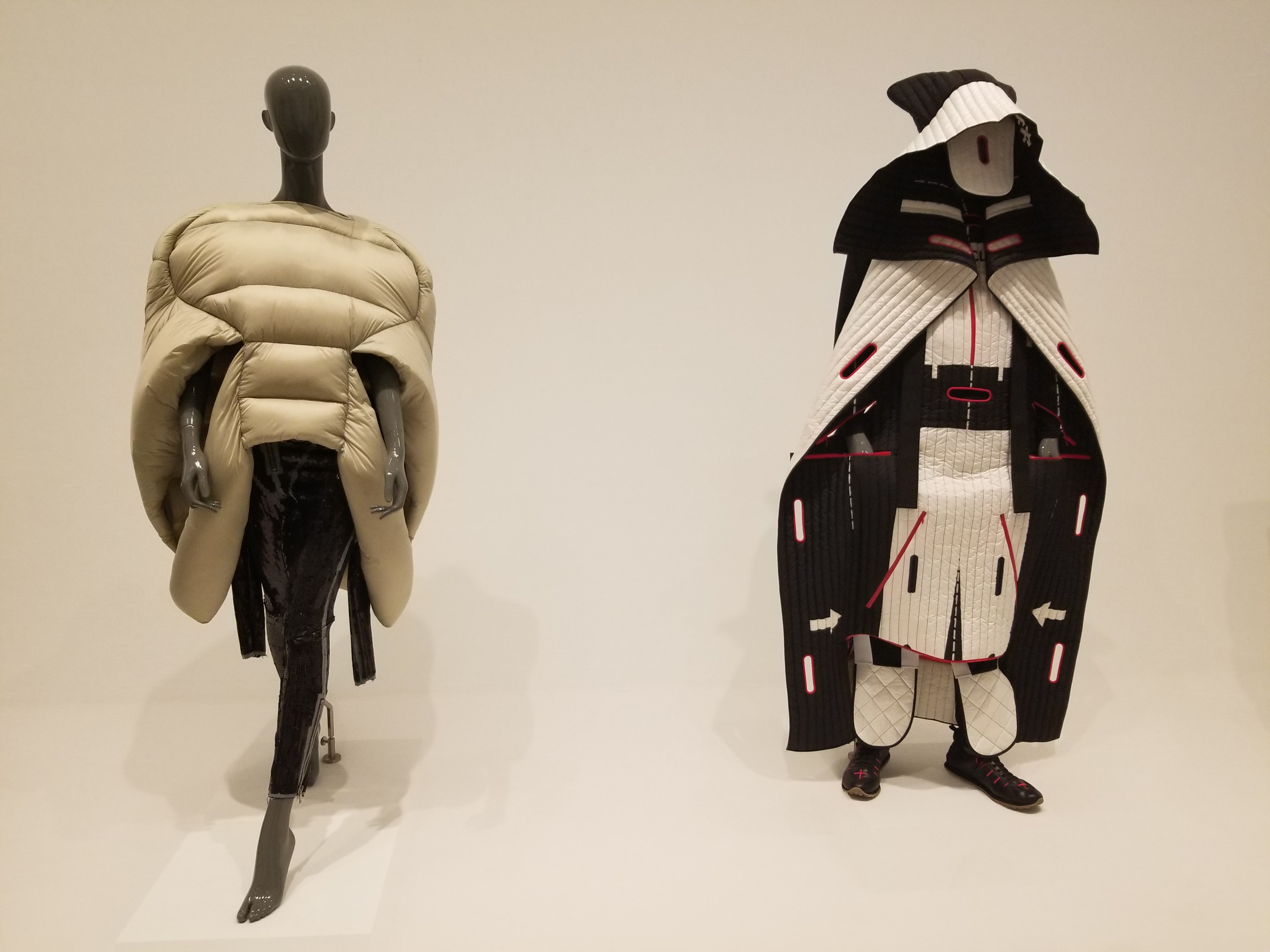
Kurtki typu puffer Rick Owens & Craig Green

### Projektowanie mebli
Oprócz projektowania ubrań, Owens projektuje też meble. Jego meble były pierwotnie projektowane na zamówienie w Paryżu. Linia mebli Owensa jest inspirowana elementami architektonicznymi, takimi jak brutalizm i niemieckie bunkry z II wojny światowej.
Jedna z jego większych wystaw mebli odbyła się w Berlinie dzięki niemieckiej historyk sztuki, Angelice Taschen. Taschen znała Owensa i jego żonę od czasów, gdy mieszkali w Los Angeles. Taschen wspomniała o projektach Owensa w swojej książce New Paris Interiors. Uwielbiała meble wyprojektowane przez Owensa i chciała, aby jego prace były prezentowane w jej rodzinnym mieście, Berlinie. Wydarzenie Berlin Gallery Weekend 2010 odbyło się od 30 kwietnia do 2 maja 2010 r. Podczas tego wydarzenia zaprezentowano wystawę mebli Owensa, „To Pop A Boner”.
W lipcu 2005 roku Owens zaprezentował swoją kolekcję mebli. Wykorzystując materiały takie jak; marmur, alabaster, brąz, skóra i poroże łosia, kolekcja jest inspirowana jego ulubionymi wzorami zaprojektowanymi przez artystów: Eileen Gray, Brâncuși czy też kalifornijskimi skateparkami. Kolekcja była pokazywana w Musée d'Art modern w Paryżu i Museum of Contemporary Art w Los Angeles.
Owens przypisuje swojej żonie, Michèle Lamy, kreatywną siłę stojącą za jego projektami mebli. Para współpracowała ze sobą przez cały proces projektowania przez Owensa linii mebli. Owens tworzył rysunki, na podstawie których Lamy tworzyła wstępne modele. Zanim jego żona zatrudniała rzemieślników do stworzenia ostatecznych dzieł, oboje rzeźbili, zmieniali proporcje i dokonywali wszelkich korekt pierwotnych projektów.

## Życie prywatne
Owens jest biseksualny. Owens poślubił francuską projektantkę mody Michèle Lamy w 2006 roku.